# 젠블루 (대만 그룹)
젠블루(중국어: 幻藍小熊; 영어: GENBLUE)는 2024년 9월 2일 데뷔한 대한민국의 대만계 6인조 걸 그룹으로, TEN 엔터테인먼트 소속이다.
원래는 유튜브 고코파 프로그램의 일환으로 결성된 9명의 멤버로 구성된 그룹이었다.